# Oni

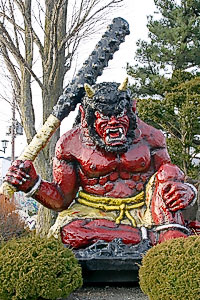
Estátua de um Oni com um Kanabō (bastão)

Oni (鬼) são criaturas da mitologia japonesa. O termo Oni é equivalente ao termo "demônio" ou "ogro", porque tais podem descrever uma variedade grande das entidades. Onis são criaturas populares da literatura, arte e teatro japonês.

## Aparência
Um oni é humanóide; eles geralmente são grandes, mas às vezes pequenos, e têm rostos de homens, macacos ou bestas. Frequentemente possuem chifres, que variam desde pequenas protuberancias a chifres longos, pontudos e espiralados que formam arcos como em um antílope, ou lisos como os chifres de um dragão. Selvagens na natureza, raramente vestem muito mais do que um fundoshi.
A variação mais famosa dos oni - com chifres como de um boi e trajando um fundoshi de pele de tigre, pode ser relacionado ao kimon, a porta do demônio, através da qual os infortunados do mundo devem passar. A porta é encontrada no noroeste, ou no sentido do ushi-tora - Ushi e tora que são os sinais do boi e do tigre.
Por outro lado, a aparência dos oni é derivada provavelmente dos demônios chineses, importados dos contos do submundo budista. Emma-Daiō, o rei do jigoku (inferno), é imaginado às vezes como tendo dois assistentes, o aka-oni (ogro vermelho) e o ao-oni (ogro azul ou verde).
O oni ni kanabō possui um porrete cravejado com pontas de ferro, o kanabō (金棒). Mesmo que uma arma tão poderosa pareça desnecessária nas mãos de uma besta tão amedrontadora, de qualquer maneira esses onis são descritos frequentemente carregando estes instrumentos destrutivos.

## Características
O oni pode certamente ser encontrado torturando os pecadores no inferno, e ameaçam também seres humanos neste mundo, procurando nas montanhas e povoados de lugares distantes, e montando nas nuvens como os espíritos do vento e do trovão.
Enquanto nos contos folclóricos os onis são geralmente criaturas maliciosas, antropófagas a serem temidas e destruídas por heróis errantes, o oni pode também ter uma função protetora. As telhas onigawara, encontradas na extremidade de telhados japoneses são assim chamadas porque são curvadas originalmente dessa forma para se assemelharem à cara de um ogro, com semblantes ferozes, pretendendo espantar espíritos prejudiciais.
Oni é uma parte chave do feriado japonês conhecido como setsubun. Este festival marca o começo da primavera, e o ano novo no antigo calendário lunar. Pessoas com máscaras do ogro são ritualmente afastados,  simbolicamente protegendo o ano vindouro do infortúnio e do mal. Há muito tempo, o oni poderia ser repelido pelo fedor de sardinhas ardentes e outros métodos, mas hoje é o mais popular lançar grãos de soja (que é dito o oni odiar) e gritando "Oni wa soto! Fuku wa uchi!" ("Para fora com demônios! Venha a felicidade!").

## Onis na cultura popular
- Commons

Onis marcam presença em alguns games, animes, músicas, Mangás e tokusatsus.
No anime e mangá Dragon Ball Z, Mezu e Gozu são Onis vermelho e azul que trabalham para Enma Dai Oh. Eles usam blusas estampadas com a palavra "HELL", já que passam a maior parte de seu tempo trabalhando no inferno. Não são personagens tratados como monstruosos, na verdade são bem cômicos. Os Onis de Dragon Ball Z são chamados de ogros na versão dublada.
Na franquia Fate GO, Shuten-douji (酒呑童子, Shuten-dōji?), da Classe Assassin (アサシン, Asashin?), é um Servo da Classe Assassin invocado por Ritsuka Fujimaru na Grand Orders de Fate/Grand Order. Ela é Mestre de Paracelsus von Hohenheim na Imperial Holy Grail War da Singularidade Heian-kyō Singularity.
Na série de músicas: The Sisters' Story a vocaloid Hatsune Miku e representada por uma máscara de um Oni.
Em Onimusha, os Onis protegem os humanos dos chamados Genma (outro tipo de demônio) e os personagens principais recebem (no caso de Onimusha 1 e 3) uma manopla Oni para os ajudar, já em Onimusha 2, o personagem principal faz parte de um clã descendentes dos Oni. Em jogos como esse, é possível ver a criatividade atual em criar variantes de seres como esse, além de morto-vivo, youkai e outras criaturas.
No Anime e Mangá Naruto, o Juubi ( 10 Caudas), tem a forma de um oni, só que com 10 caudas e seu olho possui um Sharingan.
No anime/mangá Gantz, os protagonistas participam de uma missão em que devem eliminar os Aliens Oni, mas eles não têm aparência horrenda, são homens adultos comuns com poderes diferentes, como o controle do fogo e o poder de se transformar em qualquer pessoa ou animal.
O pokémon Electabuzz é inspirado no Oni.
Na série de TV Kamen Rider Hibiki, os vários Kamen Riders têm a habilidade de se transformar em guerreiros com aparência de Onis.
No anime Histórias de Fantasmas tem a aparição de um Oni chamado Amanojaku.
No jogo Ao Oni, um Oni azul que assombra uma casa no norte da cidade, é o antagonista. Ao Oni é um RPG Maker.
No desenho animado As Aventuras de Jackie Chan no decorrer da  quarta temporada, Jackie Chan precisa enfrentar máscaras onis que ganham vida ao serem usadas.
No jogo de Nintendo 64, "The legend of Zelda: Majora's Mask" o protagonista pode se transformar em Oni Link ao final do jogo, com alguns critérios para isso. Nesse jogo, o "Oni" é referido como "Deity".
Suika Ibuki e Yuugi Hoshiguma são duas oni em forma de garotas na série Touhou Project. Ambas possuem chifres longos, adoram beber sake e têm uma força física descomunal, apesar das aparências.
No mangá de Shaman King aparece o Grande Oni, esse é visto por Hao em sua 1ª vida e é quem dá à Hao o poder de reencarnar a cada 500 anos a fim de participar da Shaman Fight até realizar seu sonho de criar um mundo só de Shamans.
Na série de jogos eletrônicos de luta Mortal Kombat os Onis são uma raça de seres demoníacos que habitam o reino de Netherrealm (submundo). São descritos como grandes criaturas monstruosas possuindo garras afiadas e geralmente dois longos chifres que crescem do lado de suas cabeças, embora pareçam ter uma forma humana, há alguns que são mais parecidos com macacos e com olhos amarelos brilhantes. Na história de Mortal Kombat, dizia-se que os Onis vagam pelas terras desertas de Netherrealm, sempre em busca de almas condenadas para atormentar.
No anime Urusei Yatsura, uma das personagens principais Lum é uma extraterrestre classificada como Oni.
No jogo Warriors Orochi 3 (Musou Orochi 2) lançado pela Koei Tecmo, há um personagem chamado Shuten Döji, o líder dos Onis.
No anime e mangá Toriko os Onis são seres demoníacos que se manifestam a partir do apetite do hospedeiro, tendo o protagonista um Oni vermelho e outro azul.
Na terceira temporada da série americana de TV Teen Wolf, Onis são retratados como criaturas demoníacas protectoras que vêm das sombras,a fim de eliminar o espírito de um kitsune das trevas (o nogitsune).
No jogo eletrônico Tomb Raider (2013) Os Onis são criaturas que habitam a ilha de Yamatai, com a função de proteger a rainha Himiko, uma das antagonistas do game.
No jogo eletrônico Overwatch o personagem Genji recebeu uma variação de visual(skin) chamada Oni, que inspirado nos Oni.
Na 2.ª temporada de Avatar A Lenda de Aang, o personagem Zuko assume o alterego de "Espírito Azul" e este usa uma mascara com a aparência de um Oni.
No 18.º episódio do desenho Master Raindrop é adaptado a lenda do Momotarō onde, tanto no episódio quanto na lenda, aparecem os Oni.
No jogo Dead By Daylight, foi lançado o capítulo 14 - Cursed Legacy, onde o assassino da vez é "The Oni".
No anime e mangá Kimetsu no Yaiba, o vilão Muzan transforma suas vítimas em Onis.
No anime e mangá One Piece, o vilão Kaidou e seu filho de sangue Yamato são Onis e cada um tem seu próprio Kanabo.
No jogo Phasmofobia, um dos fantasmas que pode ser caçado é o Oni.